# 7e régiment de dragons (Autriche-Hongrie)
Pour les articles homonymes, voir 7e régiment.
Le 7e régiment de dragons, connu à partir de 1888 comme 7e régiment de dragons « duc de Lorraine », est une unité de l'Armée commune austro-hongroise. Cette unité a été créée en 1663 comme régiment de cuirassiers et est dissoute en 1918.

## Création et différentes dénominations
- 1663 : formation du régiment de cuirassiers Garnier (Kürassier-Regiment Garnier)[1]
- 1664 : régiment de cuirassiers Nostitz de Kunewald (Kürassier-Regiment Nostitz von Kunewald)[1]
- 1670 : régiment de cuirassiers Dünewald (Kürassier-Regiment Dünewald)[1]
- 1691 : régiment de cuirassiers Wetzhausen (de) (Kürassier-Regiment Wetzhausen)[1]
- 1697 : régiment de cuirassiers Brunswick-Lunebourg (Kürassier-Regiment Braunschweig-Lüneburg)[1]
- 1703 : régiment de cuirassiers Latour (Kürassier-Regiment Latour)[1]
- 1711 : régiment de cuirassiers Viard (Kürassier-Regiment Viard)[1]
- 1718 : régiment de cuirassiers Hamilton (de) (Kürassier-Regiment Hamilton)[1]
- 1738 : régiment de cuirassiers Bernes (Kürassier-Regiment Bernes)[1],[2]
- 1751 : régiment de cuirassiers Trauttmannsdorff (de) (Kürassier-Regiment Trauttmannsdorff)[1],[2]
- 1786 : régiment de cuirassiers Harrach (Kürassier-Regiment Harrach)[1]
- 1790 : régiment de cuirassiers Wallisch (Kürassier-Regiment Wallisch)[1]
- 1794 : régiment de cuirassiers prince Charles de Lorraine  (Kürassier-Regiment Prinz Carl von Lothringen)[1]
- 1798 : 7e régiment de cuirassiers prince Charles de Lorraine (Kürassier-Regiment Prinz Carl von Lothringen Nr. 7)[1]
- 1826 : 7e régiment de cuirassiers comte Hardegg (cs) (Kürassier-Regiment Graf Hardegg Nr. 7)[1],[3]
- 1854 : 7e régiment de cuirassiers Guillaume duc de Brunswick  (Kürassier-Regiment Wilhelm Herzog zu Braunschweig Nr. 7)[1],[3]
- 1867 : 7e régiment de dragons Guillaume duc de Brunswick (Dragoner-Regiment Wilhelm Herzog zu Braunschweig Nr. 7)[1]
- 1884 : 7e régiment de dragons (colonel vacant)
- 1888 : 7e régiment de dragons Duc de Lorraine (Dragoner-Regiment Herzog von Lothringen Nr. 7), nom fixé définitivement en l'honneur de Charles V de Lorraine[1]
- 1915 : 7e régiment de dragons
- 1918 : dissous

## Uniforme

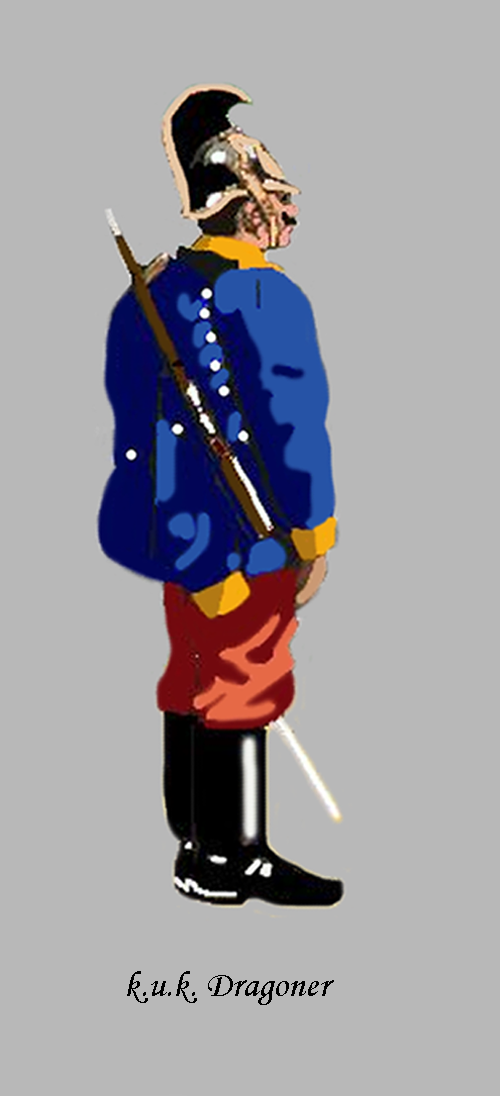
Uniforme du régiment en 1914-1916.

Le régiment porte, au milieu du XVIIIe siècle un uniforme blanc avec la couleur distinctive rouge, les hauts-de-chausses rouges, le gilet blanc et des boutons blancs. Le 7e régiment de cuirassiers reçoit en 1798 la couleur distinctive bleu foncé avec des boutons blancs,. Devenu 7e régiment de dragons de l'Armée commune (KuK) en 1867, il reçoit la couleur distinctive jaune soufre associée aux boutons blancs.